# Токмухамедов, Кален Хусаинович
Кале́н Хусаи́нович Токмухаме́дов (1922, Чимкент, Туркестанская АССР, РСФСР — 1991, Ленинск, Кызылординская область, Казахская ССР) — советский военный и политический деятель, учёный и писатель, Заслуженный работник культуры Казахской ССР, Почётный строитель Байконура, полковник.

## Биография
Кален Токмухамедов родился в 1922 году под городом Чимкентом Туркестанской АССР (ныне – Шымкент).
Окончил с отличием русский класс средней школы. После, остался в школе, стал работать учителем истории и географии.
В 1941 году, с началом Великой Отечественной войны, Кален Токмухамедов добровольно ушёл на фронт. Службу начал красноармейцем агитатором. После вступления в ряды ВКП(б) был направлен на курсы политработников.
В 1943 году Токмухамедов становится руководителем комсомольской организации роты, получает воинское звание – лейтенант.
В составе политотдела 120-го стрелкового полка 69-й стрелковой дивизии 18-го стрелкового корпуса 65-й Армии Белорусского фронта принимал участие в форсировании Днепра, Белорусской, Восточно-Прусской, Померанской и Берлинской наступательных операциях, за что награждён орденами и медалями.
После войны капитан Токмухамедов продолжил службу во Владивостоке, в политотделе Тихоокеанского флота.
С 1952 по 1955 годы проходил обучение в  Высшем военно-педагогическом институте имени М. И. Калинина.
В 1955 году, окончив с отличием институт, Кален Токмухамедов попросился служить в родной Казахстан, и был направлен на строительство Научно-исследовательского испытательного полигона № 5 Министерства Обороны СССР, более известного как космодром Байконур.
На Байконуре Токмухамедов возглавил политотдел военно-строительных отрядов 130-го Управления инженерных работ.
Под его руководством проходило строительство стартовых площадок, пусковых комплексов, монтажно-испытательных корпусов космодрома, первых домов жилого посёлка Ташкент-90, впоследствии ставшего городом Байконуром.
В своей работе Токмухамедов пересекался со многими известными людьми того времени, конструкторами и космонавтами. Дружеские отношения у Калена Хусаиновича сложились с главным создателем советской ракетно-космической программы Сергеем Павловичем Королёвым.
В 1970 году, на открытии памятника С. П. Королеву в Ленинске, Кален Токмухамедов сказал: «Громы ракет, созданных Сергеем Павловичем, взбудоражили древнюю казахскую землю, ставшую первой космической гаванью Вселенной. Имя Сергея Павловича вечно останется в сердце нашего народа».
С 1962 по 1976 годы Кален Токмухамедов был бессменным депутатом Ленинского городского Совета. Из 36 лет службы в Вооруженных Силах, 19 лет полковник Токмухамедов отдал строительству космодрома Байконур и города Ленинска.
В 1978 году полковник Токмухамедов вышел в отставку, но продолжил работать в строительном комплексе Байконура.
Умер Кален Токмухамедов в 1991 году, похоронен в городе Ленинске (ныне – город Байконур).

## Награды
- орден Красного Знамени (1943)[4];
- два ордена Отечественной войны II степени (1944[5], 1985[6]);
- орден Трудового Красного Знамени (1987);
- медаль «За боевые заслуги»;
- медаль «За трудовую доблесть»;
- медаль «За доблестный труд. В ознаменование 100-летия со дня рождения В. И. Ленина» (1970);
- медаль «За победу над Германией в Великой Отечественной войне 1941—1945 гг.» (1945);
- другие медали СССР;
- почётное звание «Заслуженный работник культуры Казахской ССР»[7];
- звание «Почётный строитель Байконура»[8];
- звание «Ветеран космодрома Байконур»[9].

## Память
- Имя Калена Токмухамедова присвоено средним школам № 68 села Тегисшиль Туркестанской области Казахстана (1996)[10] и № 14 города Байконура (2013)[11].
- Музейные экспозиции посвящённые Калену Токмухамедову были открыты в школе № 14 города Байконура и во Дворце детей и юношества города Жезказгана [12].
- В честь Калена Токмухамедова названы улицы в казахских сёлах Сузак Туркестанской области[13] и Шакырык Южно-Казахстанской области[14].
- В 2018 году, во дворе школы № 14 города Байконура имени К. Х. Токмухамедова, был открыт памятник-бюст Калену Токмухамедову.

## Семья
- жена – Магрифа Искандеровна Токмухамедова;
- сын – Касым Каленович Токмухамедов, полковник армии Казахстана[15].

## Интересные факты
- Фронтовой корреспондент Борис Козловский в газете 69-й стрелковой дивизии «В бой за Родину» от 3 ноября 1942 г., № 115, под рубрикой «Казахи сражаются вместе с русскими» написал статью «Лейтенант». Вот отрывок из нее:

```
«… С первых дней боец Токмухамедов из отделения младшего сержанта Гомонова обратил на себя внимание своей неукротимой энергией. Он вникал во все мелочи, хотел лучше других разобраться в военном деле. Политрук роты выделил его агитатором.

Агитировал он личным примером, кропотливо работал с каждым. Боец Кузембеков отставал в учебе, про него говорили – «Безнадежный парень, хоть учи, хоть не учи». Кален не согласился с этим, он нашел ключ к сердцу Кузембекова. Помог ему овладеть русским языком, вместе собирал и разбирал винтовку, учил правилам стрельбы. На фронте Кузембеков стал снайпером. Не одного фашиста настигла его пуля. В бою отважный снайпер погиб смертью храбрых. Родной Казахстан не забудет своего защитника.
 

На фронт Кален Токмухамедов приехал уже не рядовым бойцом, а заместителем политрука. Командованию нужно было узнать, каковы силы врага, стоящего перед нашим передним краем. В разведку подбирали добровольцев. И тут сын казахского народа остался верен себе – быть первым там, где опасней.

Пять дней в тылу у врага не прошли даром. Были разведаны минометная батарея, обнаружено местонахождение пулеметных точек и дзотов в фашистском логове. После возвращения из разведки случилось то, что в жизни бывает один раз – комсомолец Токмухамедов получил красную книжечку кандидата партии.

Прошло немного времени, он стал руководителем комсомольской организации целого подразделения.

В орудийном расчете, на минометной батарее, среди стрелков и пулеметчиков – там и только там бывает Кален Токмухамедов. С ним бойцы делятся своими успехами, говорят о своих трудностях, о бытовых мелочах, читают письма из родных мест.

Среди комсомольцев подразделения немало воинов, награжденных орденами и медалями. Казахи занимают в этом ряду почётное место. Разведчики Баранов, Серсенбаев, Абильдаев, снайперы Айбеков, Пулатов – герои части. Немало поработал Токмухамбетов, чтобы воспитать их такими храбрыми.

Путь Калена Токмухамедова от рядового бойца до среднего командира – на днях ему присвоено командное звание «лейтенант», – не является чем-то необычным. Это вполне естественно в нашей Красной Армии, где к руководству выдвигаются способные красноармейцы, вне зависимости от их национальной принадлежности»
[
16
]
.
```

- Как писатель Токмухамедов известен своей автобиографической документальной повестью «1001 сутки на фронте». Центральная фигура повести – Ибрагим Токжанов. Под этим именем Кален Хусаинович описал свою боевую юность[17].